# 赵良 (秦国)
赵良（?—?），秦孝公时人。
他通过孟兰皋去见已在秦国执政十余年的商鞅，商鞅对他说：“当初秦国的习俗和戎狄一样，父子不分开，男女老少同居一室。如今我改变了秦国的教化，使他们男女有别，分居而住。我征调士卒大造宫廷城阙，把秦国营建的像鲁国、卫国一样。您看我治理秦国，与五羖大夫百里奚比，谁更有才干？”
赵良说：“那五羖大夫，是楚国偏僻的乡下人，他听说秦穆公贤明，就想当面去拜见却苦于没有路费，就把自己卖给秦国人，穿着粗布短衣给人家喂牛。秦穆公知道这件事后把他提拔起来，凌驾于万人之上，秦国没有人不满意。他出任秦相期间，向东讨伐过郑国，三次拥立晋国的国君，一次出兵救晋；他在秦国境内施行德化，巴国前来纳贡；他施德政于诸侯，四方少数民族前来朝见，由余听说后，不远万里赶来敲门投奔。五羖大夫出任秦相，劳累不坐车，酷暑炎热不打伞，走遍国中不用随从的车辆，不带武装防卫，他的功名永载史册，他的德行施教于后代。五羖大夫死时，秦国不论男女都痛哭流涕，连小孩子也不唱歌谣，正在舂米的人也因悲哀而不发出相应的呼声，这就是五羖大夫的德行啊。如今您能够见到秦君，靠的是秦君宠臣景监的推荐介绍，这就谈不上什么名声了。身为秦国国相不为百姓造福而大规模地营建宫阙，这就谈不上为国家建立功业了。惩治太子的师傅，用严刑酷法残害百姓，这是积累怨恨、聚积祸患啊。教化百姓比命令百姓更深入人心，百姓模仿君臣的行为比命令百姓更为迅速。如今您却违情背理地建立权威、变更法度，这不是对百姓施行教化啊。您又在封地南面称君，天天用新法来逼迫秦国的贵族子弟。公子虔闭门不出已经八年了，您又杀死祝欢，用黥刑处罚公孙贾。这几件事，都不是得人心的。您一出门，后边就跟着数以十计的战车，车上都是顶盔贯甲、身强力壮、持矛操戟的贴身警卫，您离开这些警卫肯定不敢自己出门。您的处境就好比早晨的露水，面临很快消亡的危险。您还打算要延长自己的寿命吗？那为什么不把封地交还给秦国，到偏僻荒远的地方浇园自耕；劝秦君重用那些隐居山林的贤才，赡养老人，抚育孤儿，使父兄相互敬重；依功序爵，尊崇有德之士，这样才可以稍保平安。您还要贪图封地的富有，以独揽秦国的国政为宠幸，聚集百姓的怨恨，秦君一旦舍弃宾客而不能当朝，秦国想要拘捕您的人还能少吗？可以翹起腳等待您死亡之時的到来。”但商鞅最终没有听从赵良的劝告。秦孝公死后，商鞅被秦惠文王车裂。